# Піле-Сара
Піле-Сара (перс. پيله سرا) — село в Ірані, у дегестані Тутакі, в Центральному бахші, шагрестані Сіяхкаль остану Ґілян. За даними перепису 2006 року, його населення становило 34 особи, що проживали у складі 7 сімей.

## Клімат
Середня річна температура становить 13,71°C, середня максимальна – 27,59°C, а середня мінімальна – -0,41°C. Середня річна кількість опадів – 798 мм.
| Клімат поселення                              | Клімат поселення | Клімат поселення | Клімат поселення | Клімат поселення | Клімат поселення | Клімат поселення | Клімат поселення | Клімат поселення | Клімат поселення | Клімат поселення | Клімат поселення | Клімат поселення | Клімат поселення |
| Показник                                      | Січ.             | Лют.             | Бер.             | Квіт.            | Трав.            | Черв.            | Лип.             | Серп.            | Вер.             | Жовт.            | Лист.            | Груд.            |                  |
| Середній максимум, °C                         | 11,70            | 10,88            | 11,74            | 16,37            | 21,17            | 26,10            | 27,59            | 27,41            | 23,14            | 20,00            | 15,72            | 11,72            |                  |
| Середня температура, °C                       | 6,06             | 5,24             | 6,09             | 10,72            | 15,52            | 20,46            | 23,42            | 23,23            | 18,95            | 15,82            | 11,54            | 7,53             |                  |
| Середній мінімум, °C                          | 0,42             | −0,41            | 0,45             | 5,08             | 9,86             | 14,80            | 19,22            | 19,03            | 14,78            | 11,64            | 7,35             | 3,34             |                  |
| Норма опадів, мм                              | 70               | 62               | 78               | 54               | 43               | 25               | 25               | 36               | 77               | 124              | 108              | 96               |                  |
| Середньомісячна швидкість вітру, м/с          | 2.21             | 2.54             | 2.54             | 2.58             | 2.27             | 2.12             | 2.41             | 2.17             | 1.92             | 2.10             | 2.07             | 2.10             |                  |
| Середньомісячна сонячна радіація, кДж/м²·день | 7315             | 9512             | 11556            | 15839            | 19608            | 21634            | 22179            | 18946            | 15529            | 11113            | 8835             | 6929             |                  |
| --------------------------------------------- | ---------------- | ---------------- | ---------------- | ---------------- | ---------------- | ---------------- | ---------------- | ---------------- | ---------------- | ---------------- | ---------------- | ---------------- | ---------------- |
| Джерело:                                      |                  |                  |                  |                  |                  |                  |                  |                  |                  |                  |                  |                  |                  |